# غار و تپه کمره
غار و تپه کمره مربوط به هزاره اول قبل از میلاد است و در شهرستان قروه، بخش چهار دولی، روستای کمره واقع شده و این اثر در تاریخ ۲۵ اسفند ۱۳۷۹ با شمارهٔ ثبت ۳۵۹۵ به‌عنوان یکی از آثار ملی ایران به ثبت رسیده است.